# Vitali Grigorevski
Vitali Mihailovici Grigorevski (n. 1930, Herson – d. 1981, Odessa) a fost un astronom sovietic. A absolvit Universitatea din Odesa la specialitatea astronomie și doctorantura Universității din Odesa sub conducerea profesorului V. P. Țesevici. Membru ULCT (1944-1958). În anii 1960-1971 a lucrat la Chișinău la catedra de matematică aplicată a Universității de stat. În anul 1971 a fost transferat la Odesa, unde a susținut teza de doctor habilitat în astronomie și a lucrat ca profesor universitar la Institutul tehnologic. Membru COSPAR și UAI. A publicat circa 80 de lucrări științifice. Domeniile principale de cercetare: stelele variabile și sateliții artificiali ai Pământului.